# Фоллега
Фоллега (нід. Follega) — село в нідерландській провінції Фрисландія. Входить до муніципалітету Фріске-Маррен.
Його площа становить 8,45 км², а населення станом на 2021 рік складало 180 осіб.
Перша згадка про населений пункт датується 13-им сторіччям.

## Галерея

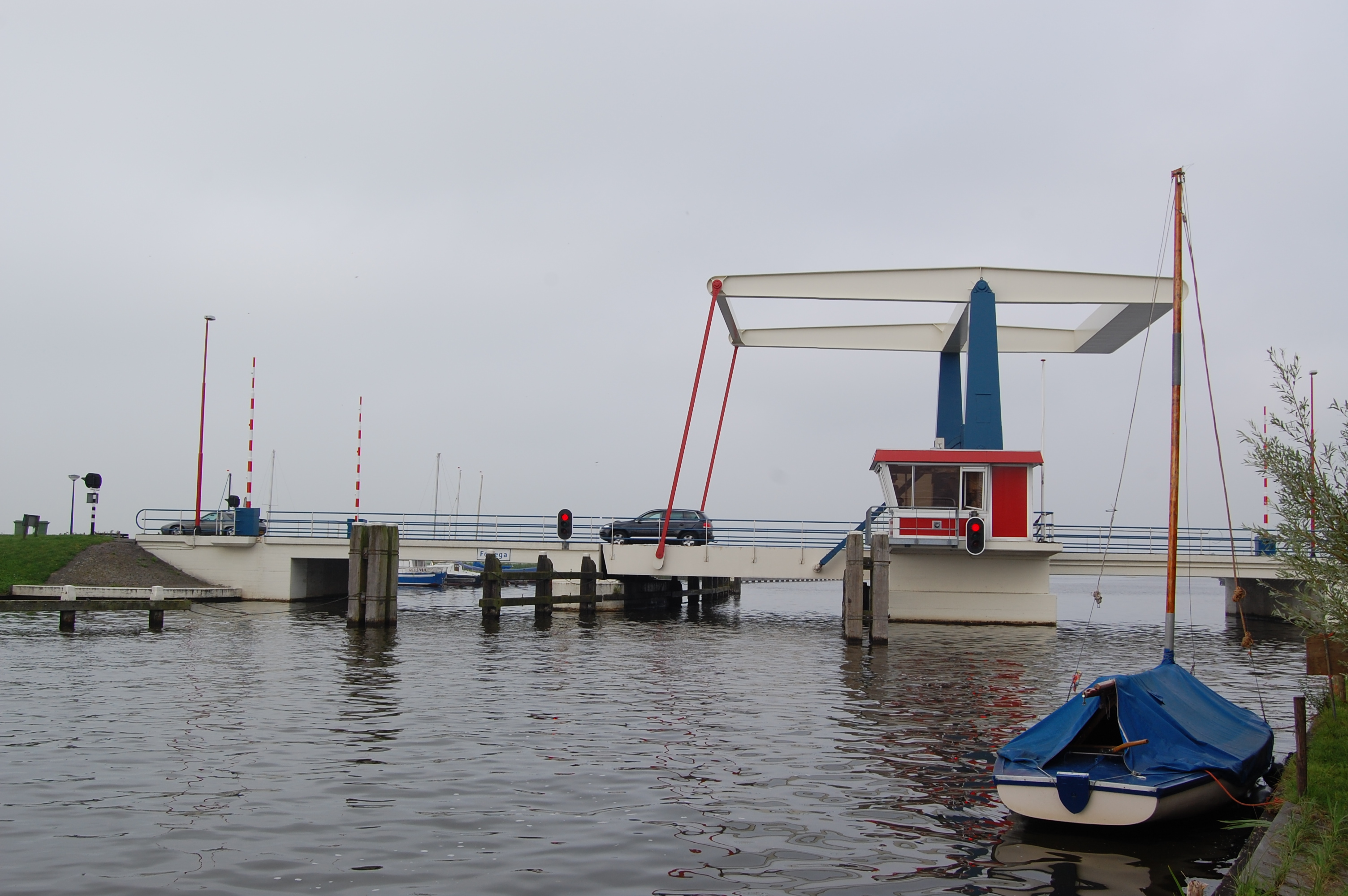
Міст поблизу села
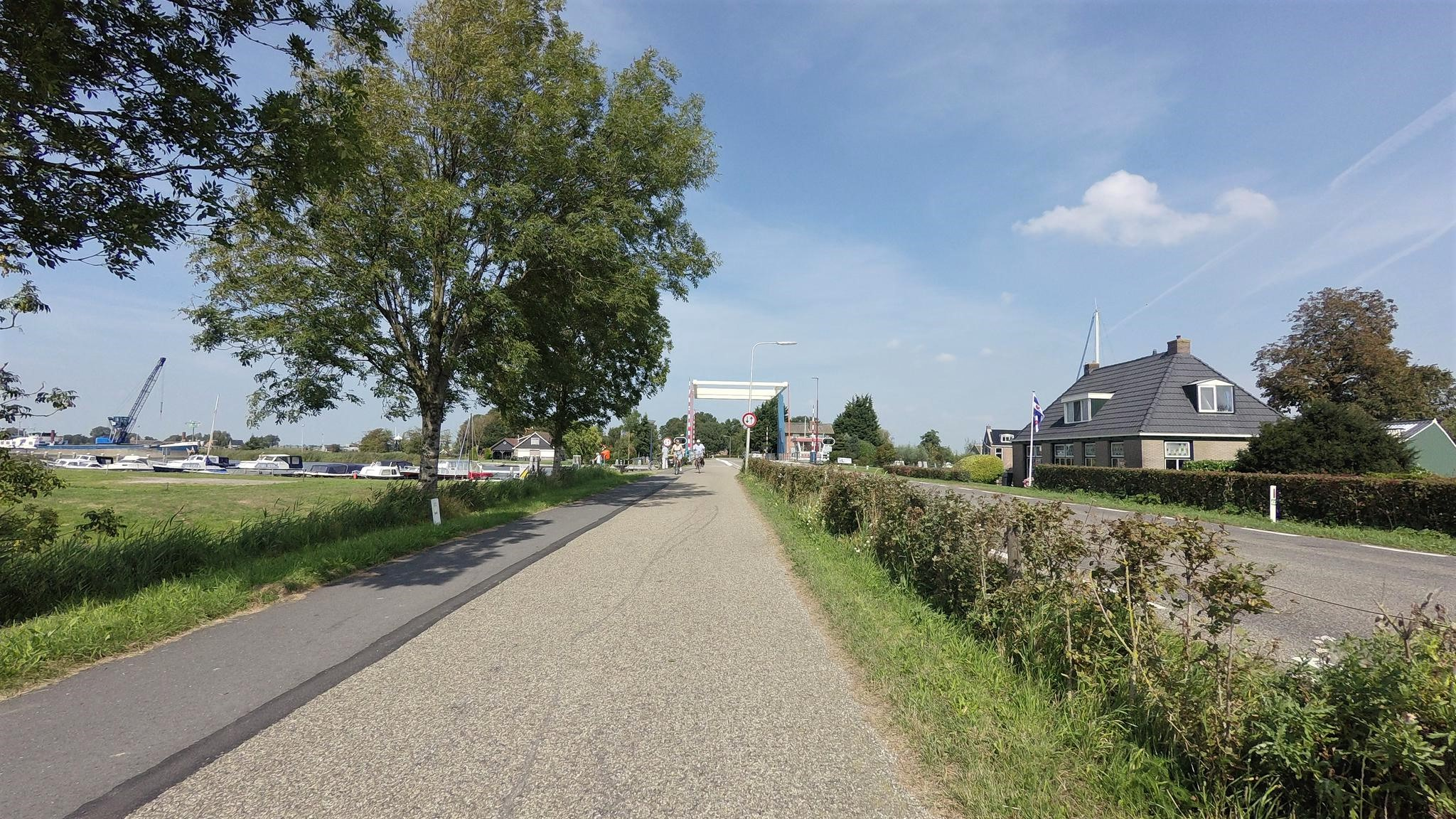
Вулична панорама
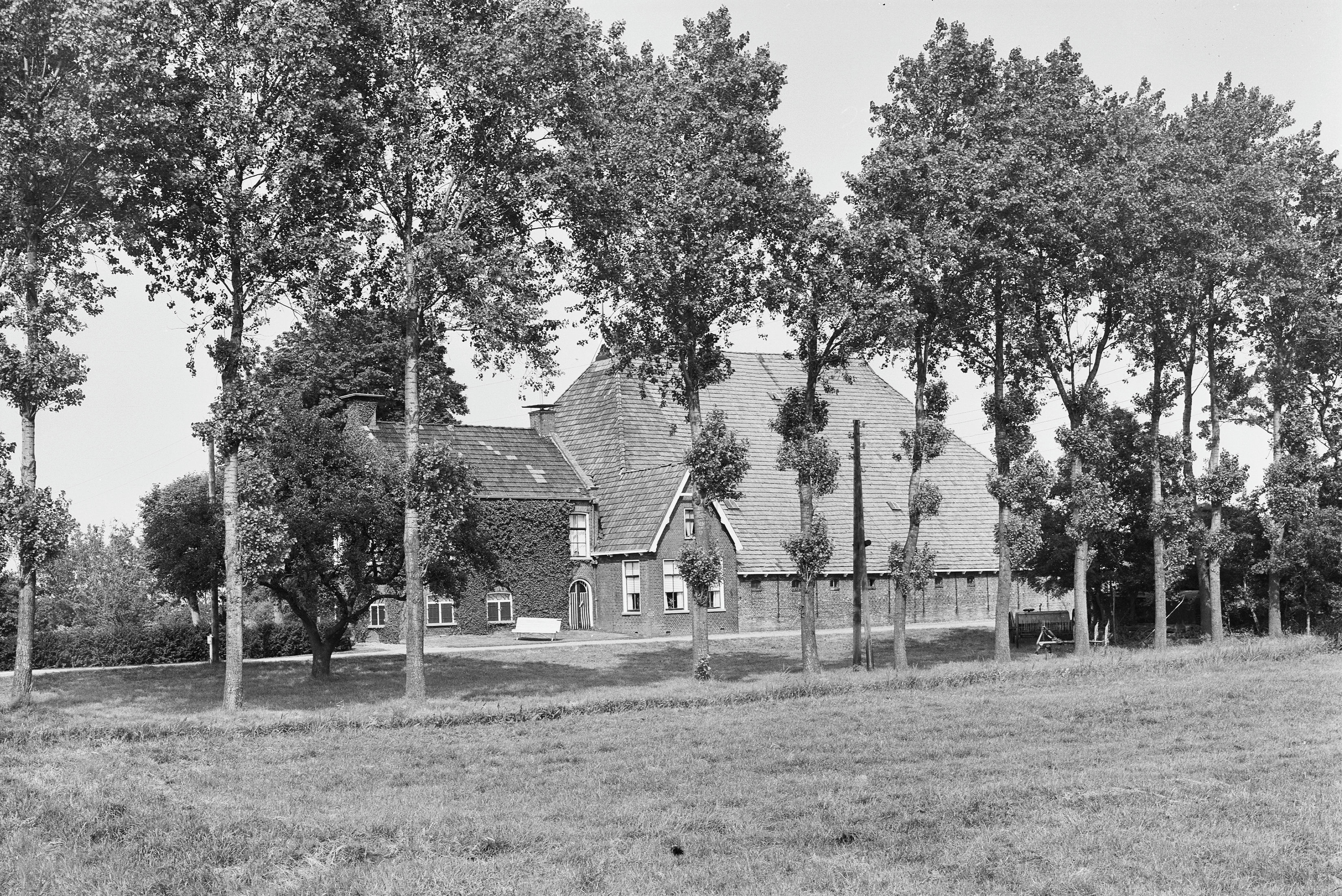
Ферма поблизу Фоллеги
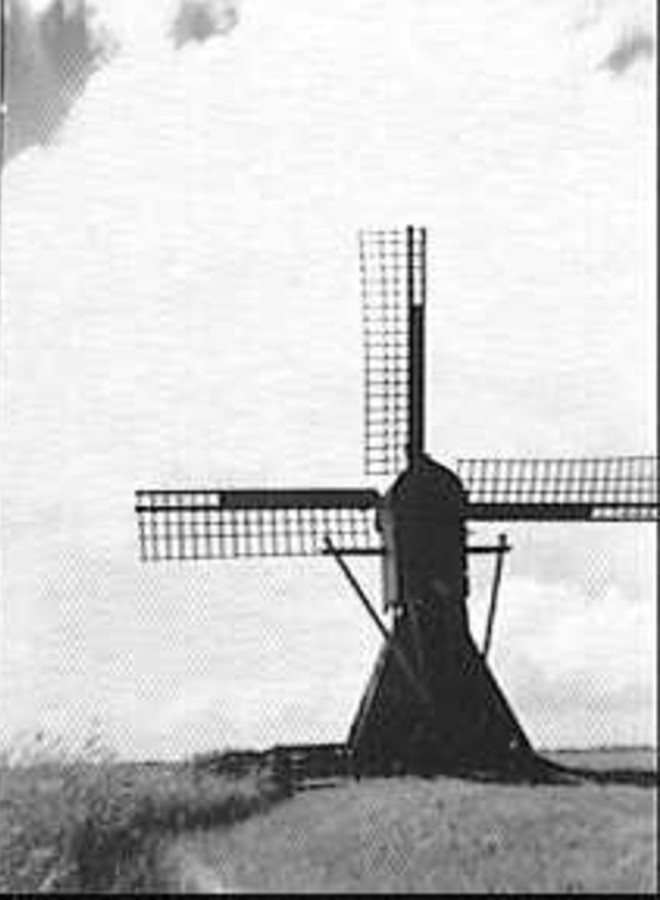
Вітряк